# 船玉神社 (さくら市)
船玉神社（ふなだまじんじゃ）は、栃木県さくら市の神社。

## 歴史
創建年代は不明である。ただ慶長年間（1596年 - 1615年）に設置された阿久津河岸の鎮守だったことから、江戸時代初期には既に存在していたものと推測される。
阿久津河岸は、奥州街道と鬼怒川が交差するところに位置し、江戸への物流のために整備された河岸である。
かつては、舟型の境内だったといわれており、舳の位置に本殿がある。
阿久津河岸の繁栄を物語る常夜灯や石灯籠が今も残されている。

## 交通アクセス
- 宇都宮ICより車21分。